# Переможне (Кропивницький район)
Перемо́жне — село в Україні, в Устинівській селищній громаді Кропивницького району Кіровоградської області. Населення становить 101 особу.

## Населення
Згідно з переписом УРСР 1989 року чисельність наявного населення села становила 160 осіб, з яких 66 чоловіків та 94 жінки.
За переписом населення України 2001 року в селі мешкала 101 особа.

### Мова
Розподіл населення за рідною мовою за даними перепису 2001 року:
| Мова       | Відсоток |
| ---------- | -------- |
| українська | 95,05 %  |
| російська  | 3,96 %   |
| молдовська | 0,99 %   |